# Nambu (Klan)

Wappen der Nambu
(Nambu-Kraniche)

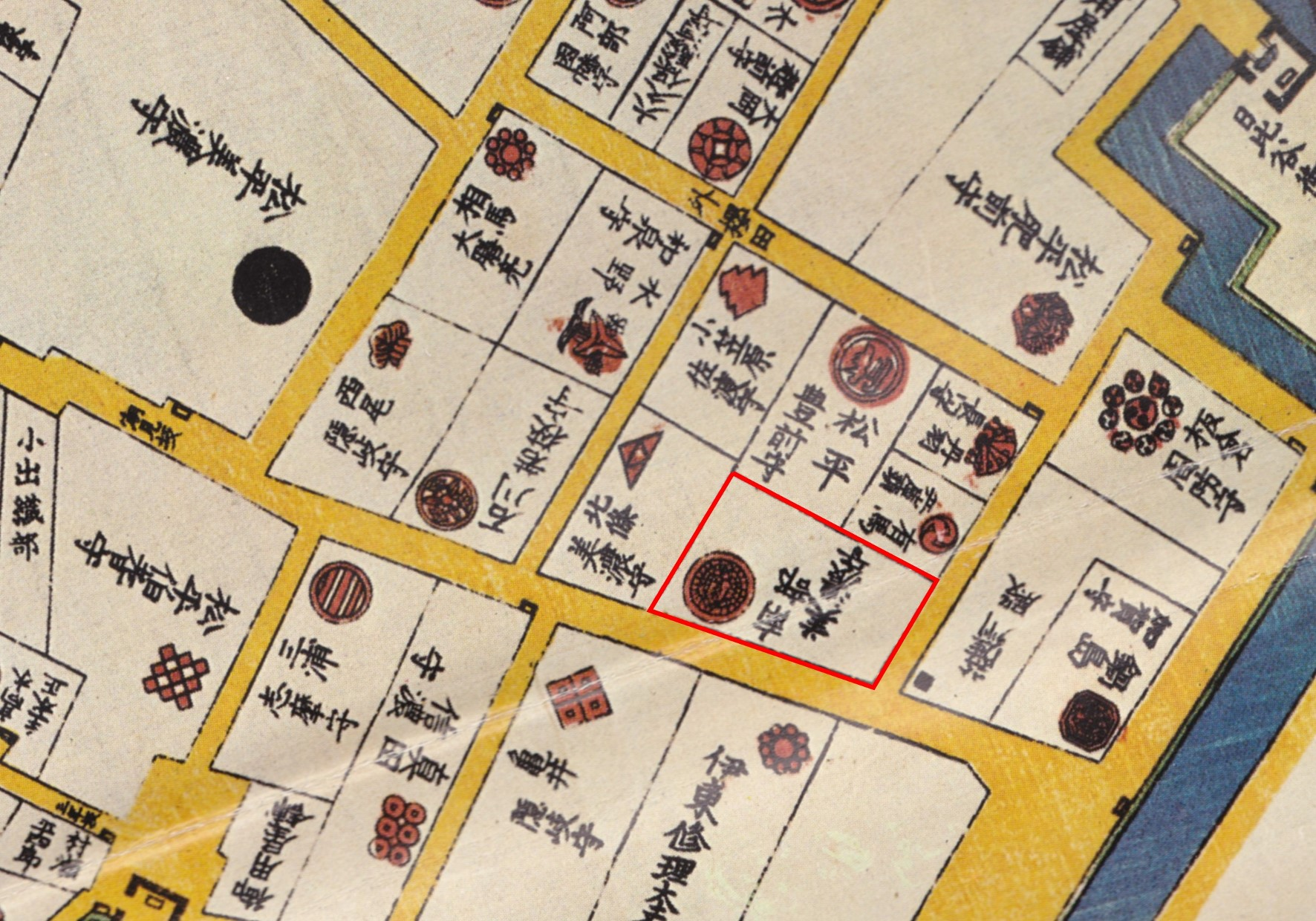
Nambu-Residenz in Edo

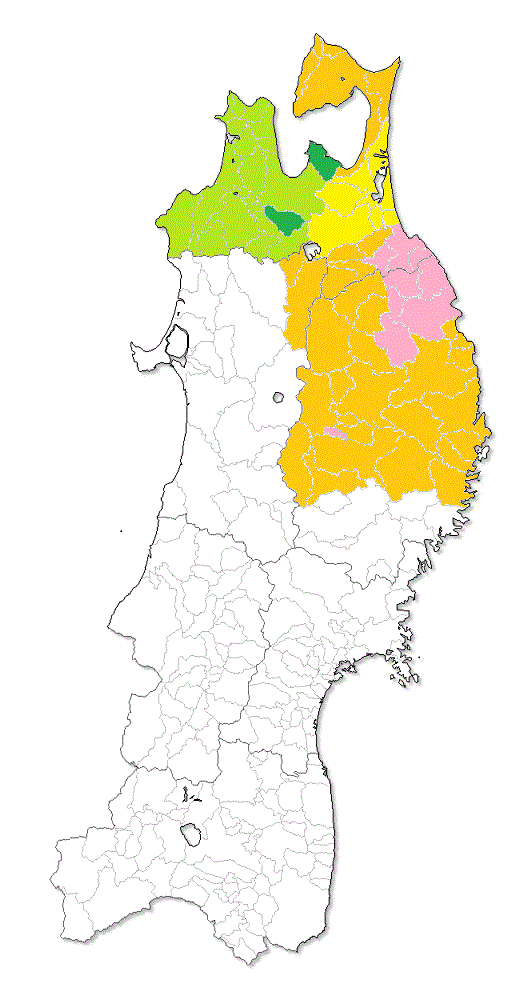
Vereinfachte Karte der ungefähren Ausdehnung von han in Nord-Honshū (Farben) in der späten Edo-Zeit auf einer Karte heutiger Präfekturen und Gemeinden (Grenzen). Morioka in orange, dessen Zweig-han Hachinohe und Shichinohe/Morioka-Shinden in pink und gelb; in grün Besitz der rivalisierenden Tsugaru: Hirosaki samt Zweig-han Kuroishi, aber ohne Territorien in Ezo-chi

Die Nambu (japanisch 南部氏 Nambu-shi; alternative Transkription Nanbu) waren eine Familie des japanischen Schwertadels (Buke), die sich über Takeda Yoshikiyo von den Seiwa-Genji ableitete. Als Herrscher über Morioka, das ein Einkommen von 130.000 Koku erbrachte, gehörten die Nambu, deren Hauptlinie auf der Burg Morioka im Kreis Iwate der Provinz Mutsu (heute Stadt Morioka, Präfektur Iwate) residierte, zu den größeren Tozama-Daimyō der Edo-Zeit.

## Geschichte
- Mitsuyuki (光行), Urenkel des Yoshikiyo, ließ sich in Nambu (Provinz Kai) nieder und übernahm diesen Namen. Nach dem erfolgreichen Feldzug des Minamoto Yoritomos gegen Fujiwara Yasuhira (1155–1189) erhielt er im Jahr 1189 das Lehen von Sannohe (三戸) in der Provinz Mutsu.
- Nobunao (信直; 1546–1599) wurde von seinem Onkel Yasunobu, der keine Nachkommen hatte, adoptiert, um die Linie fortzusetzen. Um die Angriffe des Kunohe Masazane abzuwehren, bat er Toyotomi Hideyoshi um Hilfe. Der entsandte seinen Adoptivsohn Toyotomi Hidetsugu, und so konnte Masasane 1591 besiegt werden.
- Toshinao (利直; 1576–1632), Sohn des Nobunao, baute die Burg Morioka, wo seine Nachkommen bis zur Meiji-Restauration lebten.
  - Shigenao (重直; 1606–1664)
  - Shigenobu (重信; 1616–1702)
    - Yukinobu (行信; 1642–1702)
      - Nobuoki (信恩; 1678–1707)  (1)

- -     - Nobumasa (信政; † 1348)
      - Nobumitsu (信光; † 1376)   (2)

- - Naofusa (直房; 1628–1668)
    - Naomasa (直政; 1661–1699)
      - Michinobu (通信; 1673–1716) (3)